# Bénouville (Calvados)
Bénouville è un comune francese di 2 008 abitanti situato nel dipartimento del Calvados nella regione della Normandia.
Fu il primo centro ad essere liberato in Francia nel giugno 1944 e la piazza principale si chiama Piazza 5 juin (5 giugno) in quanto i liberatori giunsero alle 23.20 di qual giorno (ora inglese).

## Società

### Evoluzione demografica
Abitanti censiti

## Citazioni
Il comune di Bénouville è comparso nel videogioco Call of duty